# 알렉스 반 헤일런
알렉스 반 헤일런(Alex Van Halen, 1953년 5월 8일 ~ )은 록 밴드 반 헤일런의 드러머이자 공동 설립자로 가장 잘 알려진 네덜란드계 미국인 음악가이다. 원래 그의 동생 에디는 드럼을 연주했고 알렉스는 기타를 연습했다. 에디의 드럼 세트를 연주하면서 시간을 보낸 후에 알렉스는 에디보다 드럼에 더 능숙해졌다.
1974년, 반 헤일런 형제, 데이빗 리 로스, 그리고 마이클 앤소니는 밴드를 결성했고, 간단히 반 헤일런이라고 불렀다. 그들은 1977년 워너 브라더스와 계약을 했고 1978년에 데뷔 앨범을 발매했다. 이 두 형제는 반 헤일런의 전 기간 동안 이 밴드에 있었던 유일한 멤버들이다.